# 240 mm Mle 1884
Il Canon de 240 mm Modèle 1884 de Bange era un cannone da costa francese. Progettato da Charles Ragon de Bange, aveva una bocca da fuoco rigata in acciaio, a retrocarica. Sviluppato anche in versione campale pesante e ferroviaria, fu impiegato nella prima e nella seconda guerra mondiale.

## Storia

### Versioni costiere
L'11 maggio 1874 il Ministero della Guerra francese adottò i cannoni modello de Bange nei calibri 120, 155, 220 mm ed i mortai dello stesso tipo da 220 e 270 mm. Il 31 dicembre 1875 seguì il canon de 240 mm G Mle 1884; il primo ordine di produzione fu inoltrato il 22 gennaio 1876. Originariamente la bocca da fuoco venne installata su diversi tipi di affusti costieri a piattaforma quali il affût G mle 1890, il affût approprié mle 1901. Venne realizzata anche una versione leggermente modificata del cannone per aumentarne la cadenza e diminuire il numero di serventi, con otturatore tipo Canet, chiamata canon de 240 TR Mle 1884/03, incavalcata su affût G mle 1903.

### Versioni campali
Durante la prima guerra mondiale, il comando generale francese, allarmato dalla superiorità dell'artiglieria tedesca, era alla ricerca di un'arma di ALGP (artillerie lourde à grande puissance). Il pezzo costiero da 240 mm Mle 1884 fu quindi adattato ad un affusto campale rudimentale ad aloni, detto à échantignolle, e venne inviato alle artiglierie di armata. Il peso del pezzo da 240 mm rendeva la sua mobilità campale molto difficile, così il colonnello Leduc procedette allo sviluppo di un nuovo affusto, costruito in legno ed acciaio, che montava un cannone leggermente più lungo con camera di scoppio ingrandita. Questa versione era scomponibile per il trasporto in due carichi, montati su carrelli St. Chamond a traino meccanico; l'assemblaggio avveniva tramite argani. A partire dal 1915 furono ordinati 14 di questi pezzi. Il modello ebbe così successo che le Compagnie des forges et aciéries de la marine et d'Homécourt di Saint-Chamond produssero in tutto 60 nuovi cannoni e 60 canne di ricambio, denominati 240 mm Mle 1884/17.
Dopo la resa della Francia nel 1940, alcuni pezzi dei due tipi su affusto St. Chamond furono riutilizzati dalla Wehrmacht per la difesa costiera, con le rispettive denominazioni 24 cm Kanone 556(f) e 24 cm Kanone 556/1(f).

### Versioni ferroviarie
Durante il primo conflitto mondiale, vide infine la luce una versione cannone ferroviario (ALVF o Artillerie lourde sur voie ferrée: artiglieria pesante su ferrovia), incavalcata su carro-affusto TAz (Tout Azimuth: tutto azimuth, cioè girevole su 360°). I cannoni Mle 1884 venne installato sia su affusto ferroviario TAz tipo Batignolles che su carro-affusto a trave tipo Schneider, mentre il Mle 1884/17 venne impiegato solo sugli affusti Batignolles.
Allo scoppio della seconda guerra mondiale, 18 di questi pezzi furono mobilitati, dei quali 10 schierati in Africa del Nord ed 8 nel territorio metropolitano. Dopo la resa della Francia, alcuni pezzi Mle 1884 e Mle 1884/17 su affusto Batignolles furono utilizzati dai tedeschi per la difesa costiera con le denominazioni rispettivamente 24 cm Kanone (Eisenbahn) 557(f) ed 24 cm Kanone (Eisenbahn) 557/1(f). Il Regno d'Italia, con l'armistizio di Villa Incisa, ricevette 4 cannoni ferroviari Mle 1884/17, con la denominazione cannone da 240/27 Mod. 84/17 ALVF; questi treni armati del Regio Esercito furono assegnati alla difesa costiera, alle dipendenze dei corpi d'armata.

## Nomenclatura
| Tipo        | Denominazione francese                                         | Denominazione di preda bellica 240                                  |
| ----------- | -------------------------------------------------------------- | ------------------------------------------------------------------- |
| costiero    | canon de 240 modèle 1884                                       | -                                                                   |
| campale     | canon de 240 long tracté modèle 1884 sur affût à échantignolle | -                                                                   |
| campale     | canon de 240 long tracté modèle 1884 sur affût St. Chamond     | 24 cm Kanone 556(f)                                                 |
| campale     | canon de 240 long tracté modèle 1884/17 sur affût St. Chamond  | 24 cm Kanone 556/1(f)                                               |
| ferroviario | canon de 240 long « TAZ » modèle 1884 sur affût Batignolles    | 24 cm Kanone (Eisenbahn) 557(f)                                     |
| ferroviario | canon de 240 long « TAZ » modèle 1884/17 sur affût Batignolles | 24 cm Kanone (Eisenbahn) 557/1(f) cannone da 240/27 Mod. 84/17 ALVF |
| ferroviario | canon de 240 long modèle. 1884 sur affût-truck Schneider       | -                                                                   |

## Munizionamento
- Obus explosif en fonte aciérée (FA) modèle 15 type D
- Obus explosif en fonte aciérée (FA) modèle 15 type M
- Obus explosif en acier (AD) modèle 16 type D[5]